# Acanthuridae

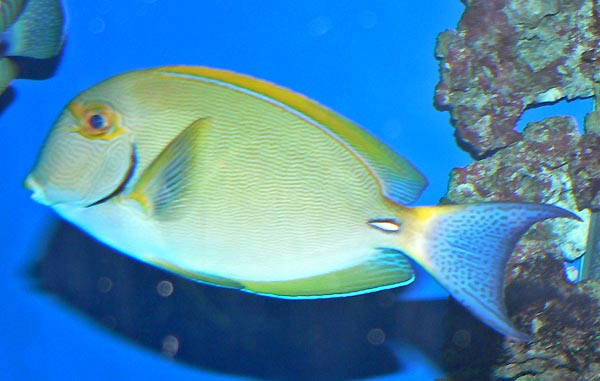
Acanthurus dussumieri

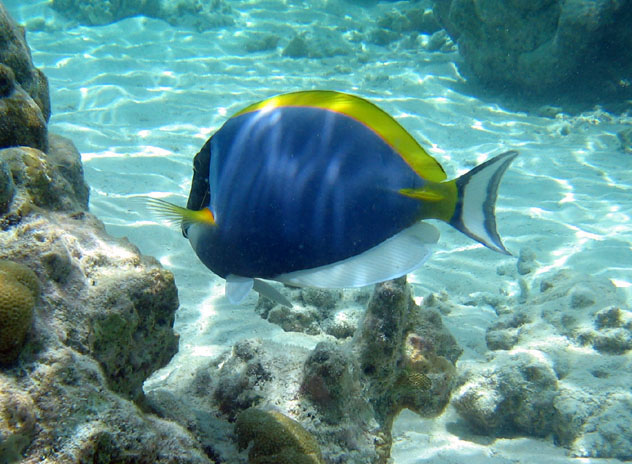
Acanthurus leucosternon

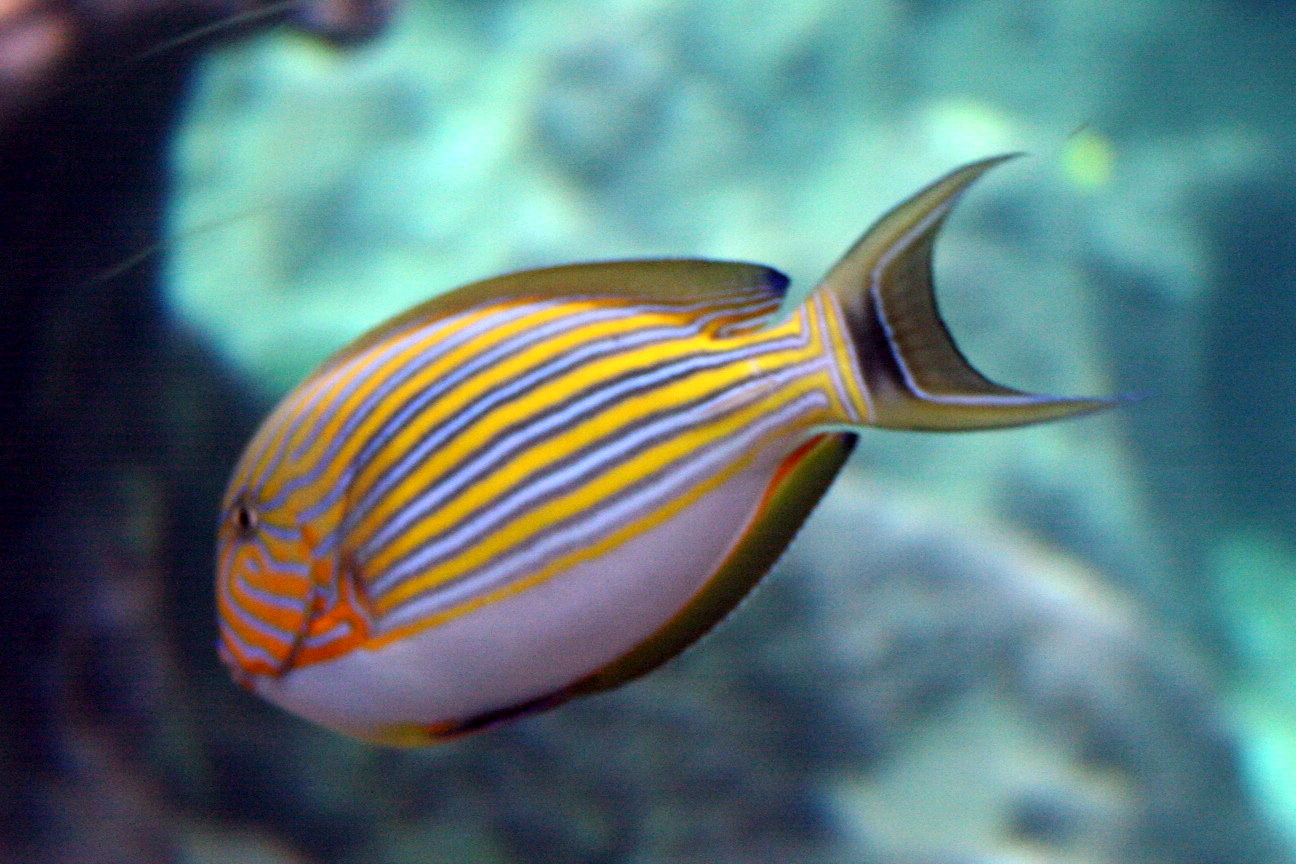
Acanturus lineatus

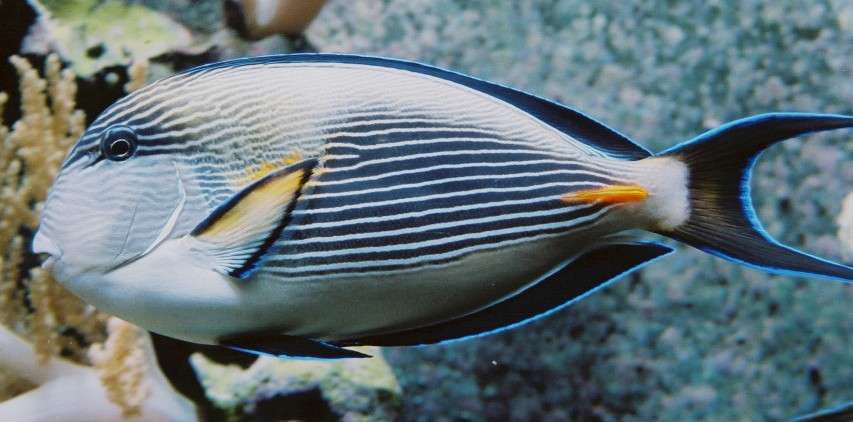
Acanthurus sohal

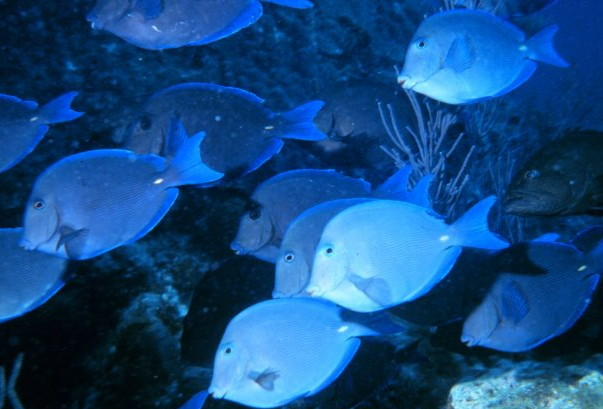
Acanthurus coeruleus

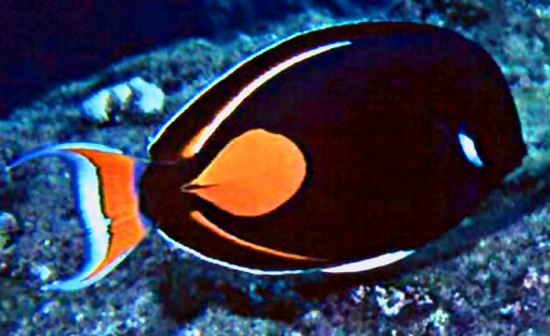
Acanthurus achilles

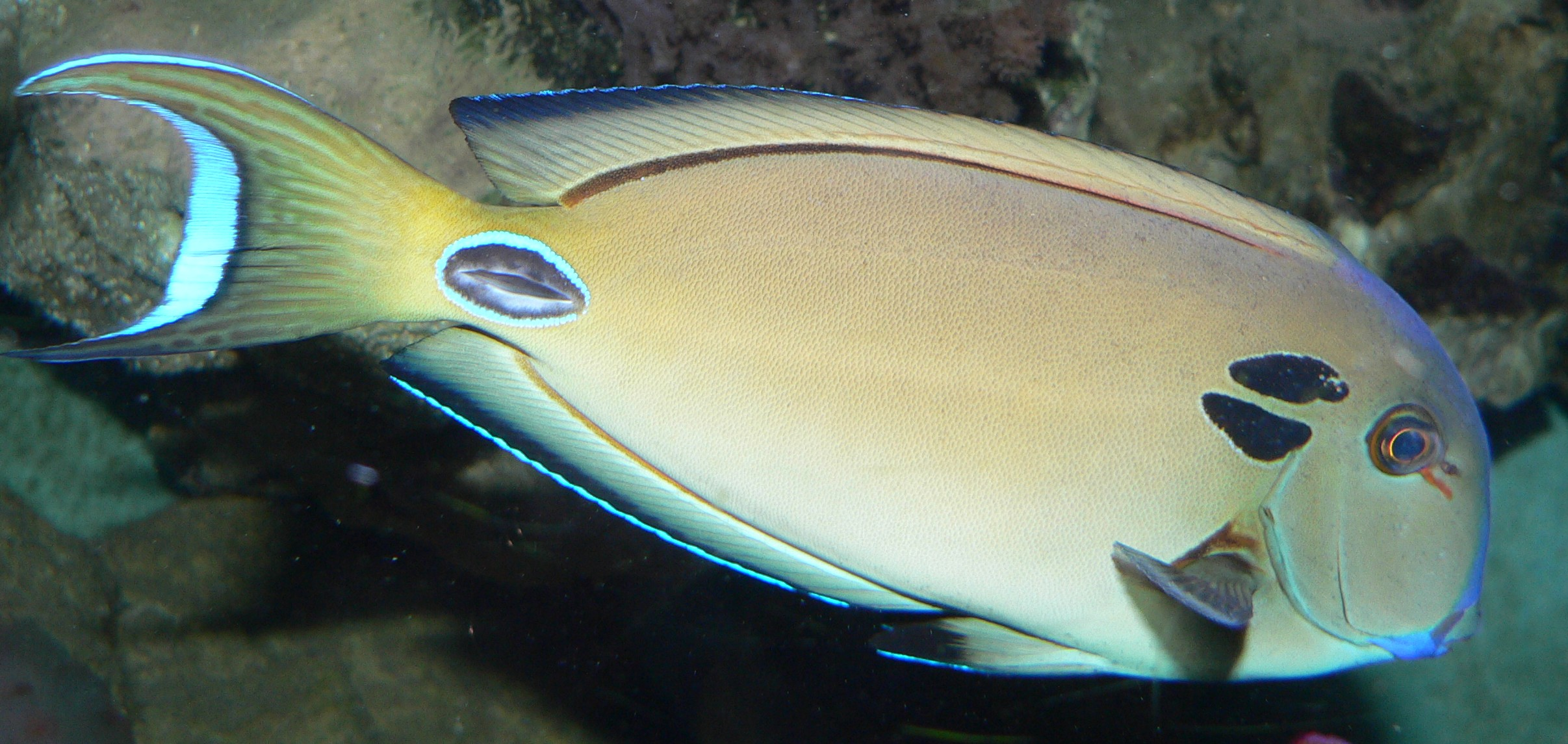
Acanthurus tennentii

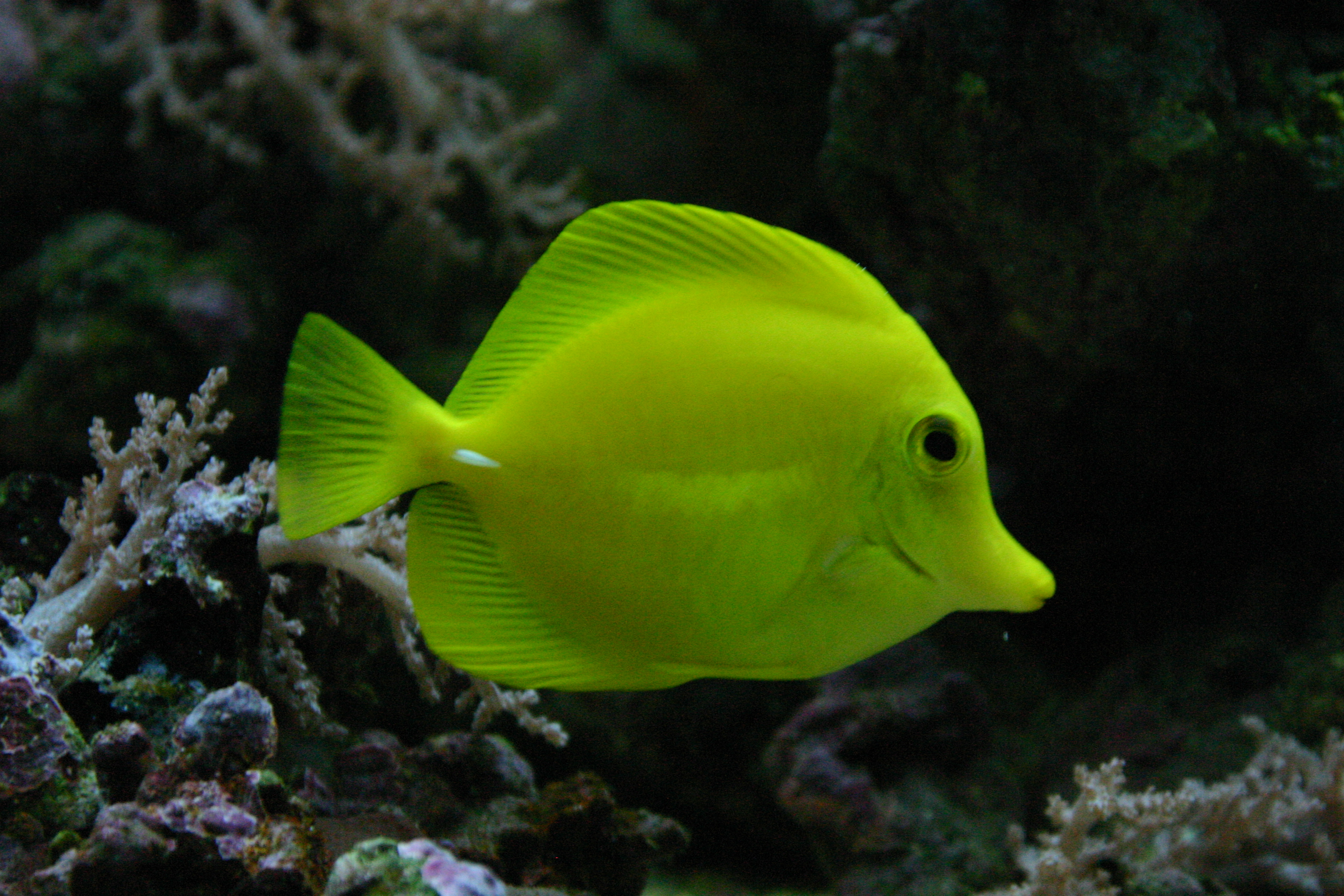
Zebrasoma flavescens

Los acantúridos (Acanthuridae) son una familia de peces marinos incluida en el orden Perciformes. Todos los miembros de esta familia son peces marinos tropicales que viven entre arrecifes de coral. 
Sus brillantes y vivos colores les hacen ser muy apreciados en acuariología. La mayoría de las especies son pequeñas, con pocas excepciones no suelen sobrepasar los 30 cm de longitud.
La característica distintiva de la familia es una pareja de espinas, o escalpelos, una a cada lado del pedúnculo caudal, que son aguijones muy peligrosos, lo que ha dado origen a su nombre común de peces cirujano. Tanto la aleta dorsal como la anal son grandes, extendiéndose más allá de la longitud del cuerpo. La pequeña boca tiene una única fila de dientes afilados, usados para cortar las algas de las que se alimenta.

## Géneros
El Registro Mundial de Especies Marinas acepta los siguientes géneros y especies en la familia:
- Género Acanthurus
  - Acanthurus achilles Shaw, 1803.
  - Acanthurus albipectoralis Allen & Ayling, 1987.
  - Acanthurus auranticavus Randall, 1956.
  - Acanthurus bahianus Castelnau, 1855.
  - Acanthurus bariene Lesson, 1831.
  - Acanthurus blochii Valenciennes, 1835.
  - Acanthurus chirurgus (Bloch, 1787).
  - Acanthurus chronixis Randall, 1960.
  - Acanthurus coeruleus Bloch & Schneider, 1801.
  - Acanthurus dussumieri Valenciennes, 1835.
  - Acanthurus fowleri de Beaufort, 1951.
  - Acanthurus gahhm (Forsskål, 1775).
  - Acanthurus grammoptilus Richardson, 1843.
  - Acanthurus guttatus Forster, 1801.
  - Acanthurus japonicus (Schmidt, 1931).
  - Acanthurus leucocheilus Herre, 1927.
  - Acanthurus leucopareius (Jenkins, 1903).
  - Acanthurus leucosternon Bennett, 1833.
  - Acanthurus lineatus (Linnaeus, 1758).
  - Acanthurus maculiceps (Ahl, 1923).
  - Acanthurus mata (Cuvier, 1829).
  - Acanthurus monroviae Steindachner, 1876.
  - Acanthurus nigricans (Linnaeus, 1758).
  - Acanthurus nigricauda Duncker & Mohr, 1929.
  - Acanthurus nigrofuscus (Forsskål, 1775).
  - Acanthurus nigroris Valenciennes, 1835.
  - Acanthurus nubilus (Fowler & Bean, 1929).
  - Acanthurus olivaceus Bloch & Schneider, 1801.
  - Acanthurus polyzona (Bleeker, 1868).
  - Acanthurus pyroferus Kittlitz, 1834.
  - Acanthurus randalli Briggs & Caldwell, 1957.
  - Acanthurus reversus Randall & Earle, 1999.
  - Acanthurus sohal (Forsskål, 1775).
  - Acanthurus tennentii Günther, 1861.
  - Acanthurus thompsoni (Fowler, 1923).
  - Acanthurus triostegus (Linnaeus, 1758).
  - Acanthurus tristis Randall, 1993.
  - Acanthurus xanthopterus Valenciennes, 1835.

- Género Ctenochaetus
  - Ctenochaetus binotatus Randall, 1955.
  - Ctenochaetus cyanocheilus Randall & Clements, 2001.
  - Ctenochaetus flavicauda Fowler, 1938.
  - Ctenochaetus hawaiiensis Randall, 1955.
  - Ctenochaetus marginatus (Valenciennes, 1835).
  - Ctenochaetus striatus (Quoy & Gaimard, 1825).
  - Ctenochaetus strigosus (Bennett, 1828).
  - Ctenochaetus tominiensis Randall, 1955.
  - Ctenochaetus truncatus Randall & Clements, 2001.

- Género Naso
  - Naso annulatus (Quoy & Gaimard, 1825).
  - Naso brachycentron (Valenciennes, 1835).
  - Naso brevirostris (Cuvier, 1829).
  - Naso caeruleacauda Randall, 1994.
  - Naso caesius Randall & Bell, 1992.
  - Naso elegans (Rüppell, 1829).
  - Naso fageni Morrow, 1954.
  - Naso hexacanthus (Bleeker, 1855).
  - Naso lituratus (Forster, 1801).
  - Naso lopezi Herre, 1927.
  - Naso maculatus Randall & Struhsaker, 1981.
  - Naso mcdadei Johnson, 2002.
  - Naso minor (Smith, 1966).
  - Naso reticulatus Randall, 2001.
  - Naso tergus (Ho, Shen & Chang, 2011).
  - Naso thynnoides (Cuvier, 1829).
  - Naso tonganus (Valenciennes, 1835).
  - Naso tuberosus Lacépède, 1801.
  - Naso unicornis (Forsskål, 1775).
  - Naso vlamingii (Valenciennes, 1835).

- Género Paracanthurus
  - Paracanthurus hepatus (Linnaeus, 1766).

- Género Prionurus
  - Prionurus biafraensis (Blache & Rossignol, 1961).
  - Prionurus chrysurus Randall, 2001.
  - Prionurus laticlavius (Valenciennes, 1846).
  - Prionurus maculatus (Randall & Struhsaker, 1981).
  - Prionurus microlepidotus Lacépède, 1804.
  - Prionurus punctatus Gill, 1862.
  - Prionurus scalprum Valenciennes, 1835.

- Género Zebrasoma
  - Zebrasoma desjardinii (Bennett, 1836).
  - Zebrasoma flavescens (Bennett, 1828).
  - Zebrasoma gemmatum (Valenciennes, 1835).
  - Zebrasoma rostratum (Günther, 1875).
  - Zebrasoma scopas (Cuvier, 1829).
  - Zebrasoma velifer (Bloch, 1795).
  - Zebrasoma xanthurum (Blyth, 1852).